# Rhitymna
Rhitymna is een geslacht van spinnen uit de  familie van de Sparassidae (jachtkrabspinnen).

## Soorten
- Rhitymna ambae Jäger, 2003
- Rhitymna bicolana (Barrion & Litsinger, 1995)
- Rhitymna deelemanae Jäger, 2003
- Rhitymna flava Schmidt & Krause, 1994
- Rhitymna hildebrandti Järvi, 1914
- Rhitymna imerinensis (Vinson, 1863)
- Rhitymna ingens Simon, 1897
- Rhitymna kananggar Jäger, 2003
- Rhitymna occidentalis Jäger, 2003
- Rhitymna pinangensis (Thorell, 1891)
- Rhitymna plana Jäger, 2003
- Rhitymna pseudokumanga (Barrion & Litsinger, 1995)
- Rhitymna saccata Järvi, 1914
- Rhitymna simoni Jäger, 2003
- Rhitymna simplex Jäger, 2003
- Rhitymna tuhodnigra (Barrion & Litsinger, 1995)
- Rhitymna verruca (Wang, 1991)
- Rhitymna xanthopus Simon, 1901